# Justus Hausknecht
Justus Christoph Georg Hausknecht (* 10. März 1792 in Frankfurt am Main; † 27. September 1834 in Untermeidling, heute: Wien) war ein reformierter Pfarrer und von 1818 bis zu seinem Tod Superintendent der Evangelischen Kirche H. B. in Österreich.

## Leben
Die Eltern von Justus Hausknecht waren ein Konsistorialrat und eine Pfarrerstochter. Hausknecht besuchte in Frankfurt am Main das Gymnasium. Anschließend studierte er Theologie, von 1809 bis 1812 an der Eberhard Karls Universität Tübingen und von 1812 bis 1813 an der Philipps-Universität Marburg. Im Jahr darauf wurde er Pfarrer in der deutsch-reformierten Gemeinde in Hanau. Schon 1816 übersiedelte er als Pfarrer der Reformierten Stadtkirche nach Wien. Noch im selben Jahr starb der reformierte Superintendent Carl Wilhelm Hilchenbach und Justus Hausknecht übernahm provisorisch dieses höchste Amt in der Evangelischen Kirche H.B. in Österreich. 1818 bekam er das Amt des Superintendenten von Kaiser Franz I. offiziell übertragen. Nach dem frühen Tod seiner ersten Frau heiratete er 1821 Wilhelmine Susanne Louise Steinacker. 1827 wurde er Direktor der k. k. Protestantisch-theologischen Lehranstalt, der heutigen Evangelisch-theologischen Fakultät der Universität Wien. Von 1829 bis 1831 war Justus Hausknecht zudem Kurator der Ersten Österreichischen Spar-Casse. 1829 hielt er in der Hofburg die Trauerrede für die reformierte Erzherzogin Henriette.
Nach seinem Tod wurde Gottfried Franz zu seinem Nachfolger als Superintendent gewählt.

## Grabstätte
Die Grabstätte von Justus Hausknecht befand sich ursprünglich am Schmelzer Friedhof. Als dieser aufgelassen wurde, wurden die sterblichen Überreste von Hausknecht 1899 in ein heute noch bestehendes Grab am Evangelischen Friedhof Matzleinsdorf (Links neben der Kirche) überführt.